# Євген Гудзь

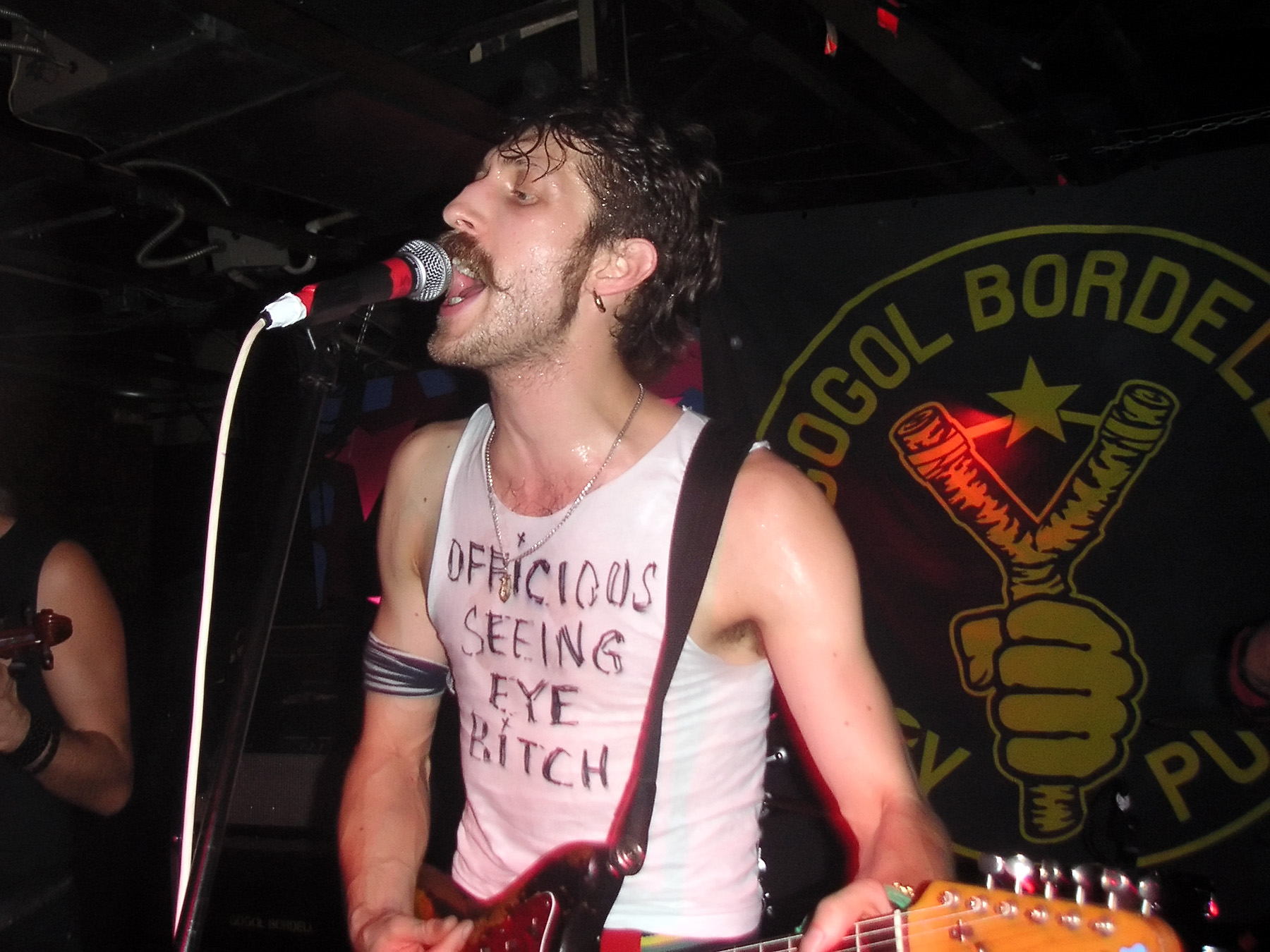
Євген Гудзь на концерті Gogol Bordello

Євге́н Гудзь (англ. Eugene Hütz, повне ім'я — Євген Олександрович Ніколаєв-Симонов) — вокаліст і засновник американського гурту Gogol Bordello, актор і діджей.

## Біографія
Гудзь народився в Боярці на Київщині у сім'ї Олександра Ніколаєва — м'ясника за професією, і матері, яка належить до сервів.. За переконаннями українець. Його батько також грав на гітарі в одному з перших українських рок-гуртів — «Меридіан». Коли Євгенові було 14 років, він і його батько зробили свою першу гітару з фанери, а перші педалі («примочки») — з радіопристроїв. Перші барабани робили з великих металевих рибних банок, які обтягнули шарами скотчу. Гудзь вивчав англійську мову через своїх музичних «наставників», оскільки «у росіян рок завжди був лірикою, який був чудовий та просунутіший, ніж оригінальний західний рок-н-рол, я думаю. Звичайно, західний рок набагато сильніший, коли йдеться про продуктивність, але російські автори пісень були чемпіонами з написання лірики. Тому, природно, я вибирав наставників, які навчали мене розповідати історію, як Джонні Кеш або Нік Кейв, або Леонард Коен або Шейн МакГоуен з The Pogues. Я вивчав англійську мову через своїх наставників. Вони виглядають як мої дядьки в цьому сенсі».
Переїзд Гудзя в США — це довга подорож через Польщу, Угорщину, Австрію та Італію.
Гудзь прибув у штат Вермонт, США, у 1992 році як політичний біженець через програму переселення з матір'ю, батьком і двоюрідним братом Йосифом.

## Gogol Bordello
Гудзь розпочав свою музичну кар'єру в Україні разом з групою «Уксусник» («Оцет»). У Вермонті Гудзь утворив панк-групу The Fags. Пізніше він переїхав до Нью-Йорка і взяв дошлюбне прізвище своєї матері Гудзь. У Нью-Йорку він познайомився з майбутніми членами Gogol Bordello в тому числі з скрипалем Сергієм Рябцевим, акордеоністом Юрієм Лемешевим, гітаристом Ореном Капланом, барабанщиком Еліотом Фергюсоном і танцюристами Пемом Расіном і Елізабетою Сан. Він спершу назвав групу «Гудзь і Бела Bartoks», але змінив його після того, як зрозумів, що «ніхто в Сполучених Штатах не знає, хто такий в біса Бела Барток.»
У 1999 році Гоголь Борделло випустив свій дебютний альбом Voi-La Intruder. У вересні 2002 року група випустила свій другий альбом Multi Kontra Culti vs. Irony. 2005 року група випустила альбом East Infection, пізніше в цьому році дебютом відзначився Gypsy Punks: Underdog World Strike, записаний Стівом Альбіні. Наступне творіння Гоголя Борделло — Super Taranta! (Виробництво Victor Van Вет). Їх наступний альбом, Trans-Continental Hustle, вийшов 27 квітня 2010 року.
Живі концерти та присутність на сцені Євгена заробили їм запрошення на такі місця, як Музей американського мистецтва Уітні в Нью-Йорку, Tate Modern у Лондоні й Венеційській бієнале в Італії. Gogol Bordello грав на таких подіях, як Riot Fest, Coachella Valley Music та Arts Festival, Bonnaroo, Lollapalooza, Glastonbury, Roskilde Festival, Reading, Virgin Mobile Fest, Leeds, Bumbershoot, Austin City Limits Music Festival, Byron Bay Bluesfest та A Campingflight to Lowlands Paradise.

## Інші проєкти
У Нью-Йорку Гудзь назвав себе ді-джеєм, стилем якого найкращим чином представляв його експериментальний проєкт J.U.F. (Єврейсько-Українська дружба) та нове втілення, MITITIKA. Він також виконав і записав з тріо «Колпаков».
Гудзь дебютував у своєму фільмі «Все ясно» у 2005 році, граючи на персонажа Алекса. На додаток до своєї ролі фільму, Гудзь написав і виконав (у складі Гоголя Борделло) музику для саундтреку фільму. Деякі члени Гоголя Борделло зіграли камео у різних ролях у фільмі.
Гудзь є предметом документального фільму «The Pied Piper of Hützovina» 2006. Режисер Павла Флейшер, фільм описує подорож Гудзя через Україну та Східну Європу вивчає його музичні та культурні коріння.
Гудзь грав головного героя фільму Бруд та мудрість у 2008 року, який позначив режисерський дебют Мадонни. Фільм прем'єра відбувся на Берлінському міжнародному кінофестивалі 13 лютого 2008 року.
Гудзь написав вступ до «Субкультурна книга» Тараса Бульби, що вийшла у грудні 2008 року.
Гудзь працював з Les Claypool на різноманітних проєктах, включаючи його вистави на альбомі Claypool's "Of Fungi and Foe (на треку «Bite Out of Life»).
Гудзь з'явився на обкладинці випуску у травні 2013 року українського видання Vogue з моделлю Kätlin Aas.

## Цікаві факти
- Перші концерти група «Gogol Bordello» відіграла в клубі під красномовною назвою «Pizdets»
- Гудзь — дошлюбне прізвище матері Євгена.
- Євген зіграв одну з головних ролей у фільмі «Все ясно». У фільмі також з'явилися решта членів гурту «Gogol Bordello».

## Фільмографія
1. Бруд та мудрість / Filth and Wisdom (2008)
2. Gogol Bordello Non-stop (2007)
3. The Pied Piper of Hützovina (2006)
4. Все ясно / Everything Is Illuminated (2005)
5. Kill Your Darlings (2004)
6. Kill Your Idols (2004)